# 万德生
万德生（珀西·沃森，Percy Theodore Watson；1880年7月7日—1963年4月21日）美国公理会传教医生，在中国山西汾阳服务25年（1909-1934）。
1880年7月7日，万德生出生于美国明尼苏达州诺斯菲尔德。父亲威廉·沃森（William Watson）是苏格兰人，11岁时移民美国俄亥俄州。母亲出生在英格兰曼彻斯特附近，9岁时移民美国明尼苏达州。万德生的父母经常在家中接待传教士，组织祷告会，因此万德生自幼受到影响。1903年，万德生毕业于卡尔顿学院，后在约翰·霍普金斯大学医学院获得医学博士学位。
1909年元旦，万德生在家乡蒙蒂塞洛（Monticello）与同学克拉拉·弗伦奇（Clara French）结婚。2月14日，这对新婚夫妇由诺斯菲尔德第一公理会（现第一联合基督教会）按立为美国公理会差会传教士，2月14日举行了欢送会。在一周内，他们从旧金山启程，前往中国传教行医，驻山西汾州，任汾州医院院长。服务25年（1909-1934）。
万德生来到汾阳后，1910年，在西门内翠花宫增设住院病房（今汾阳实验小学分校）。1914年，万德生与山西政府达成协议，得到二府街汾州府同知衙门旧址，已沦为垃圾场的地皮，于1916年开始动工，到1924年建成中西合璧风格的汾阳医院U字楼。造价10万美元。为了美观，院内种植许多花木，例如连翘，紫丁香，百合，玫瑰，鸢尾和牡丹。该建筑沿用至今。
万德生在华25年中，经历了战争、瘟疫、饥荒、干旱、洪水和瘟疫。在一场战争中，医院被军人挤爆。万德生担心军队中的一个激进分子，几个月来在床边放着绳子，用于在紧急情况下. 从城墙逃离。
肺鼠疫尤其危险。万德生用16年的时间，致力于调查、检查和预防鼠疫，并敦促建立一个预防中心。
1934年，万德生由于心脏病退休回到美国。在诺斯菲尔德休养一年后，他加入了明尼苏达州卫生署。1953年退休，服务17年。1963年4月21日，万德生在美国佛罗里达州迈阿密去世。